# 姉様キングス
姉様キングス（あねさまキングス）は、吉本興業所属の音曲漫才コンビ。結成は1999年。通称「姉キン」。名前はコミックバンド「殿さまキングス」に由来する。

## メンバー
- 3代目桂あやめ（かつら あやめ、女性、1964年1月31日 - ）
- 林家染雀（はやしや そめじゃく、男性、1967年8月8日 - ）

## 概要
二人とも白塗りの芸者姿で、小唄、都々逸、阿呆陀羅経など古典的音曲芸を中心とした芸を展開している。音曲漫才の形式をとっており、あやめはバラライカ、染雀は三味線やアコーディオンを演奏しながら漫才を進めていくスタイルが基本である。同業者からの評価は高いようで、彼らのブログに名前が登場することがある。
現在は日本国内だけにとどまらず、ロンドンやニューヨークでの海外公演も積極的に行っている。あやめがバラライカを弾いていることがきっかけで、ロシアおよびウクライナにも遠征した。舞台での活動が主で、テレビへの出演は上方演芸ホールに出演する程度である。
白塗り化粧のまま洋装に衣装替えをして、シャンソンのカヴァーやオリジナル曲を歌うショー形式もとっている。シャンソンショーでの芸名は、あやめは「マダム・アヤメビッチ」、染雀は「ミス・ジャクリーヌ」。
化粧を整えるのに1時間ほど要することから、落語会では開口一番に続いて二人が続けて高座を務め、中トリはゲストに任せることが多い。ゲストの高座および中入りの間に化粧を済ませ、後半は全て姉様キングスの時間に充てる。
2019年12月に、神戸新開地・喜楽館の昼席で、同館では初となる「落語以外のトリ」を務めることになった。天満天神繁昌亭ではトリは落語に限定されているため、喜楽館でのトリ挑戦となった。

## 出演

### ライブ
- 姉様キングスクリスマスショー（大阪・天満天神繁昌亭[3]、新宿・道楽亭。天満天神繁昌亭では、落語家の桂三金（2019年死去）が「ミツコ・デラックス」として参加していた）

### テレビ・ラジオ
- 上方演芸ホール（NHK）
- 笑いがいちばん（NHK）
- バラエティー生活笑百科（NHK／2011年01月22日、2013年01月19日放送、2015年8月22日）